# Sorin Babii
Sorin Babii (Arad, 14 novembre 1963) è un tiratore a segno rumeno.
Ha partecipato a ben sei edizioni dei giochi olimpici (1984, 1988, 1992, 1996, 2000 e 2004) conquistando complessivamente due medaglie.

## Palmarès
Olimpiadi
- 2 medaglie:
  - 1 oro (pistola 50 m a Seul 1988)
  - 1 bronzo (pistola 10 m a Barcellona 1992).